# 新渡場
新渡場（しんどば）は、愛知県西尾市の地名。

## 地理

### 河川・池沼
- 矢作川

### 交通
- 名鉄西尾線
- 愛知県道12号豊田一色線
- 愛知県道308号米津平坂線

### 施設
- 香厳寺
- 高木紡績

## 歴史

### 地名の由来
矢作川の渡場があったことによる。隣村である米津村の渡場に対して新渡場と称したものという。

### 沿革
- 江戸時代 - 三河国幡豆郡新渡場村として所在[1]。
- 1889年（明治22年） - 久麻久村大字新渡場となる[1]。
- 1906年（明治39年） - 西尾町大字新渡場となる[1]。
- 1953年（昭和28年） - 西尾市大字新渡場となる[1]。
- 1954年（昭和29年） - 西尾市新渡場町となる[1]。
- 1967年（昭和42年） - 一部が緑町・桜町に編入される[2]。
- 1977年（昭和52年） - 一部が戸ケ崎・新渡場にそれぞれ編入される[2]。新渡場は戸ケ崎町および新渡場町の各一部により成立[2]。

### WEB
1. ↑  “読み仮名データの促音・拗音を小書きで表記するもの(zip形式) 愛知県” (zip).   日本郵便 (2024年2月29日). 2024年3月26日閲覧。
2. ↑  “市外局番の一覧” (PDF).   総務省 (2022年3月1日). 2022年3月22日閲覧。
3. ↑  “ナンバープレートについて”.   一般社団法人愛知県自動車会議所. 2024年1月21日閲覧。

### 書籍
1. 1 2 3 4 5 6 7  「角川日本地名大辞典」編纂委員会 1989, p. 711.
2. 1 2 3  「角川日本地名大辞典」編纂委員会 1989, p. 712.